# Bohuslav Reynek
Bohuslav Reynek (Petrkov, 31 de mayo de 1892 – 28 de septiembre de 1971) es un poeta, traductor y artista gráfico checo del siglo XX. Su obra está conectada con la fe, la naturaleza y su aldea natal. Debido al régimen comunista recibió el reconocimiento completo ya después de su muerte, después de la caída del régimen en 1989.

## Biografía
Bohuslav Rynek nació en 1892 en Petrkov, un pueblo en el sudeste de Bohemia, como el único hijo de cortijero Bedřich Reynek. Primero hizo la escuela primaria y en 1905 empezó sus estudios en el colegio en Jihlava. Aquí se desarrolló su interés por la literatura y las bellas artes. Después del bachillerato se sometió al deseo de su padre y continuó con sus estudios en la Universidad Técnica en el campo de la agricultura, pero después de unas semanas, a causa de la falta del interés se volvió a Petrkov. En esa época viajó la primera vez a Francia y creó sus primeros poemas y pintó sus primeros cuadros.
En 1914 conoció al editor Josef Florian de Stará Říše, con quien colaboró hasta el fin de su vida. La familia de Florian dio asilo a la de Reynek durante la Segunda Guerra Mundial cuando la casa en Petrkov fue ocupada por los soldados alemanes. En 1923 Reynek viajó a Grenoble para visitar a la poeta Suzanne Renaud con la que se mantenía correspondencia y se casaron en 1926. Los siguientes diez años vivieron con sus dos hijos (Daniel nació en 1928 y su hermano Jiří un año después) por temporadas en Francia y en Petrkov.
En 1945 la familia volvió a Petrkov después de un año de asilo pasado en Stará Říše pero en 1949 perdió por segunda vez su cortijo después del golpe de los comunistas en 1948. Su cortijo fue nacionalizado y Reynek trabajó allí solo como un obrero agrícola. Los primeros años los pasó aislado, sin salir de casa, creando sus obras gráficas y poéticas. Ese aislamiento semi-voluntario (causado pol el régimen comunista) se parece al del otro poeta checo, Vladimír Holan, quien pasó muchos años encerrado en su casa en Praga en la segunda mitad del siglo.
En los años sesenta Reynek era un patrón de muchos artistas menores (por ejemplo Jiří Kolář, Ivan Diviš, Ivan Martin Jirous). En 1964 viudo y después de treinta y cinco años pudo hacer exposiciones. A finales de 1969 editó un libro con sus poemas compuesto por las antologías Sníh na zápraží (La nieve en el umbral), Mráz v okně (El hielo en la ventana) y Podzimní motýli (Las mariposas de otoño). Su último libro Odlet vlaštovek (La salida de las golondrinas) no lo pudo publicar: la composición fue destruida dentro de la época de normalización de los años setenta. Bohuslav Reynek murió en 1971 y fue enterrado al lado de su esposa en la tumba de sus padres en el cementerio en Svatý Kříž.

## De su obra
La obra poética y gráfica de Reynek se basa en los mismos principios. Sus primeras obras se pueden considerar expresionistas, están llenas de la melancolía, la muerte y la ruina. En las otras antologías se dirige más a los temas religiosos y a los símbolos del catolicismo espiritual. En general, se inspiraba en la fe y en todo lo que le rodeaba a él mismo. Los motivos repetidos en su obra proceden de la Biblia (Virgen María, la piedad, el nacimiento del Jesús etc.) o de la naturaleza (imágenes de su jardín o sus animales – especialmente de los gatos). No se puede olvidar su importancia en el campo de la traducción porque dedicó su esfuerzo a muchos autores de su época no conocidos para el lector checo. Tradujo del alemán a Georg Trakl o del francés a Georges Bernanos, Jean Giono, Paul Verlaine y su mujer Suzanne Renaud.

### Un ejemplo de su obra poética
Stíny 
Opředlo pavučí vlaštovek hnízda
(na prsou odnesly nám jitřní rdění),
zčernalá lampa šeptá a hvízdá
o setmění a rozzáření.

Chlév jitřní, tma je odlesky zkvetlá,
tu otep svitne, tu jesle, tu hlava,
kol beder krav lnou stíny a světla,
jsou jako telátka tmavá a plavá.

Do slámy lehají pod černé žlaby,
důvěrně tulí se v crkotu mléka.
(Rezavá kočka, již pěna vábí,
přede a hledí, líže se, čeká.)
Tma je, v ní lampa, sloupy se tratí
ve třpytu rohů, koutů zastínění.
Smrtelným očím těžko rozeznati,
co zemí jest, a co již není.
Shadows
(traducido por Justin Quinn)

Cobwebs wound round the empty swallows’ nests
(the morning’s redness taken by their wings).
The blackened lamp whispers and attests
to darkness falling and to brightenings.

The byre at morning. Darkness rich with gleam.
A glint of head brass, cribs, some wood beyond.
Shadows and lights cleave to the cattle team.
They are like calves, their bodies dunned and blond.

Beneath black eaves, they lie down in the straw.
They huddle even closer with their mates
to the sound of milk: its froth and bubbles draw
the ginger cat, who licks her fur and waits.

Darkness. A lamp in it. The pillars start
to fade and shadow edges almost glisten.
Mortal eyes can hardly tell apart
what is the earth and what already isn’t.

## Su obra literaria publicada
- Žízně (Las sedes) (1921), poemas

- Rybí šupiny (Las escamas de pescado) (1922), poemas en prosa

- Had na sněhu (El serpiente en la nieve) (1924), poemas en prosa

- Smutek země (La tristeza de la tierra) (1924), poemas

- Rty a zuby (Los labios y los dientes) (1925), poemas

- Setba samot (La siembra de las soledades) (1936), poemas

- Pieta (La piedad) (1940), poemas

- Podzimní motýli (Las mariposas de otoño) (1946), poemas

- Mráz v okně (El hielo en la ventana) (1969), poemas

- Sníh na zápraží (La nieve en el umbral) (1969), poemas

- Odlet vlaštovek (La salida de las golondrinas) – publicado póstumamente en samizdat (1978), poemas.